# Batalla de Lilibea
La batalla de Lilibea (218 a. C.) fue el primer enfrentamiento naval entre las armadas de la República cartaginesa y de la República romana en la segunda guerra púnica. Los cartagineses enviaron 35 quinquerremes a realizar una incursión en Sicilia, comenzando en Lilibea. Los romanos, avisados por Siracusa del ataque que se avecinaba, tuvieron tiempo para interceptar el contingente cartaginés con una flota de 20 quinquerremes y capturar varias naves de los púnicos.

## Situación estratégica
El Senado romano había declarado la guerra a Cartago después de que Aníbal Barca atacó, asediando y luego tomando, la ciudad ibera de Sagunto en el año 219 a. C. Roma había reconocido a Sagunto como aliada suya, pero no hizo nada para ayudar a la ciudad durante el asedio de ocho meses.

## Preparación romana
La armada romana se había movilizado en 219 a. C., estableciendo 220 quinquerremes para pelear contra los ilirios. Publio Cornelio Escipión recibió 4 legiones (8.000 infantes romanos y 14.000 infantes aliados y 600 jinetes romanos y 1600 jinetes aliados) y navegó a Iberia escoltado por 60 naves.
Sin embargo, galos del norte de Italia atacaron las colonias romanas de Piacenza y Cremona, obligando a los romanos a marchar a Módena, la cual entonces asediaban los galos. El pretor romano Manlio Vulsón marchó con 2 legiones romanas, 600 jinetes romanos, 10 000 infantes aliados y 1.000 jinetes aliados hacia la Galia Cisalpina desde Romaña. Este ejército fue emboscado dos veces en el camino, perdiendo 1.200 hombres, y, siendo incrementado el asedio de Módena, cayó bajo un pequeño ataque a pocas millas antes de la ciudad. Este suceso motivó al Senado a enviar una de las legiones de Escipión y 5.000 tropas aliadas para ayudar a Vulsón. Escipión tuvo que aumentar el número de tropas para reemplazar las pérdidas y para así no salir hacia Iberia hasta septiembre de 218 a. C.
El cónsul Tiberio Sempronio Longo recibió 4 legiones (2 romanas y 2 aliadas, compuestas de 8.000 infantes romanos y 16.000 infantes aliados y de 600 jinetes romanos y 1800 jinetes aliados) e instrucciones para navegar a África con una escolta de 160 quinquerremes. Sempronio viajó hasta Sicilia, donde completó los preparativos para invadir África.

## Preparación cartaginesa
Aníbal había enviado sus tropas a los cuarteles de invierno luego del sitio de Sagunto. En el verano de 218 a. C., Aníbal apostó 15.000 soldados y 21 elefantes de guerra en España bajo el mando de su hermano Asdrúbal Barca, y envió 20.000 soldados a África, 4.000 de los cuales eran para Cartago. El ejército que marchó a Italia desde Cartago Nova estaba integrado por 50.000 hombres, 9.000 jinetes y 37 elefantes. Aníbal dividió su ejército en tres columnas antes de cruzar el río Ebro y atacar las tribus galas de España en Cataluña. En dos meses, Aníbal sometió partes de Cataluña desde el Ebro en una rápida pero costosa campaña.
El contingente ibero de la armada cartaginesa contaba con 50 quinquerremes y 5 trirremes, los cuales permanecieron en aguas españolas, habiendo seguido al ejército de Aníbal por varias rutas. Cartago movilizó a por lo menos 55 quinquerremes para realizar incursiones rápidas en Italia y Sicilia.

## Preludio
La armada cartaginesa dio el primer golpe con una flota de 20 quinquerremes, cargados con 1.000 soldados, incursionando en las islas Eolias. Otro grupo de 8 naves que surcaba el estrecho de Mesina encalló en esta área. La flota siracusana, por ese entonces en Mesina, capturó tres de los barcos sin resistencia. Cuando de su tripulación los sicilianos obtuvieron la información de que una flota cartaginesa iba a atacar Lilibea, Hierón II, quien estaba en Mesina esperando el arribo de Sempronio Longo, alertó al pretor romano Marco Amelio en Lilibea.

## La batalla
La flota cartaginesa fue obstaculizada por el mal tiempo y tuvo que esperar para comenzar su actuación. Aunque los romanos sólo tenían 20 barcos presentes en Lilibea, el pretor, luego de recibir la advertencia de Hierón II de Siracusa, los aprovisionó para una larga travesía y puso un adecuado contingente de legionarios romanos a bordo de cada nave antes de que apareciera la flota cartaginesa. También puso centinelas a lo largo de la costa para advertir la llegada de los barcos enemigos. Los cartagineses habían interrumpido su jornada a la altura de las islas Egadas, y cuando salieron rumbo a Lilibea en una noche iluminada intentaron hacer coincidir su llegada a la meta con la madrugada. Los centinelas romanos los descubrieron mucho antes de que llegaran a la costa. Cuando los barcos romanos zarparon a su encuentro, los cartagineses redujeron su velocidad y se quedaron en mar abierto. Los cartagineses superaban en número a los romanos, pero sus naves transportaban pocos soldados y los romanos llevaban la ventaja de contener un gran número de hombres a bordo de los barcos. Confiando en sus fuerzas, los romanos intentaron cercar las naves cartaginesas, mientras que éstas trataron de evadir la persecución romana y embestirlos desde otra dirección si era posible. En la confusión, los romanos embarcaron en las naves cartaginesas, capturaron siete de éstas y tomaron 1700 prisioneros. Los restantes barcos cartagineses se retiraron. Las bajas romanas son desconocidas.

## Repercusiones
Roma había frustrado el intento de los cartagineses de establecer una base en Sicilia. El cónsul Sempronio Longo arribó poco después con su flota y ejército a Sicilia. Navegó con sus naves a Malta, donde capturó la isla y tomó 2.000 prisioneros, junto con la guarnición cartaginesa del lugar. Entre tanto, un contingente cartaginés había navegado y realizado una incursión en el territorio de Brucio. Sempronio recibió las noticias de la batalla del Ticino y fue convocado por el Senado romano para ayudar a Publio Cornelio Escipión. El cónsul dejó 50 barcos en Lilibea bajo el mando de Marco Amelio, otros 25 en Bruttium, y luego envió su ejército por tierra y por mar a la Romaña.